# Joakim Hansson
Lars Joakim Hansson född 15 oktober 1965 i Göteborg, är en svensk filmproducent och manusförfattare.  Hansson är känd för bland annat Jägarna (1996), Johan Falk: Slutet (2015) och Avgrunden (2023).
Tillsammans med filmregissören och manusförfattaren Anders Nilsson skapade Hansson 1998 den hårdnackade polisen Johan Falk. I dag är de tjugo filmerna en av svensk filmhistorias mest framgångsrika filmserier.

## Filmografi (i urval)

### Filmmanus
- 1999 – Noll tolerans
- 2001 – Livvakterna
- 2003 – Den tredje vågen
- 2006 – När mörkret faller
- 2009 – Johan Falk – Gruppen för särskilda insatser
- 2012 – Johan Falk: De 107 patrioterna
- 2020 – Åreakuten (TV-serie)

### Producent
- 1996 – Jägarna
- 1997 – 9 millimeter
- 1997 – Lilla Jönssonligan på styva linan
- 1999 – Noll tolerans
- 1999 – Vägen ut
- 2001 – Livvakterna
- 2003 – Lejontämjaren
- 2003 – Miffo
- 2003 – Tillfällig fru sökes
- 2003 – Den tredje vågen
- 2005 – Soldier 7
- 2006 – När mörkret faller
- 2007 – Coachen (Walk The Talk)
- 2008 – Die Rote Zora
- 2009 – Johan Falk – Gruppen för särskilda insatser
- 2009 – Johan Falk: Vapenbröder
- 2009 – Johan Falk – National Target
- 2009 – Johan Falk – Leo Gaut
- 2009 – Johan Falk: Operation Näktergal
- 2009 – Johan Falk: De fredlösa
- 2012 – Johan Falk: Spelets regler
- 2012 – Johan Falk: De 107 patrioterna
- 2012 – Johan Falk: Alla råns moder
- 2012 – Johan Falk: Organizatsija Karayan
- 2012 – Johan Falk: Barninfiltratören
- 2012 – Johan Falk: Kodnamn Lisa
- 2015 – 100 Code (TV-serie)
- 2015 – Johan Falk: Ur askan i elden
- 2015 – Johan Falk: Tyst diplomati
- 2015 – Johan Falk: Blodsdiamanter
- 2015 – Johan Falk: Lockdown
- 2015 – Johan Falk: Slutet
- 2018 – Advokaten (TV-serie)
- 2020 – Åreakuten (TV-serie)
- 2023 – Avgrunden